# Hertha Berlín
El Hertha Berlín (Hertha-Berliner Sport-Club von 1892 e.V. en alemán), conocido como Hertha BSC, es un club deportivo con sede en Berlín, Alemania, y compite en la 2. Bundesliga, la segunda división del fútbol nacional.
Fue fundado el 25 de julio de 1892 como club de fútbol, y en 1994 se convirtió en uno de los fundadores de la Federación Alemana, además, disputa junto al F. C. Unión Berlín el clásico de Berlín. Aunque nunca ha ganado la liga nacional, a lo largo de su historia ha obtenido títulos como dos antiguos campeonatos de Alemania, en 1930 y 1931; y dos Copas de la Liga. Desde 1963 mediante arrendamiento disputa sus partidos como local en el Estadio Olímpico de Berlín.
La entidad cuenta con 36 050 socios. Desde 2002 está dividida en dos empresas: el equipo de fútbol profesional, y una sociedad que se ocupa de todas las categorías inferiores y aficionadas.

## Historia

### Fundación y primeros años

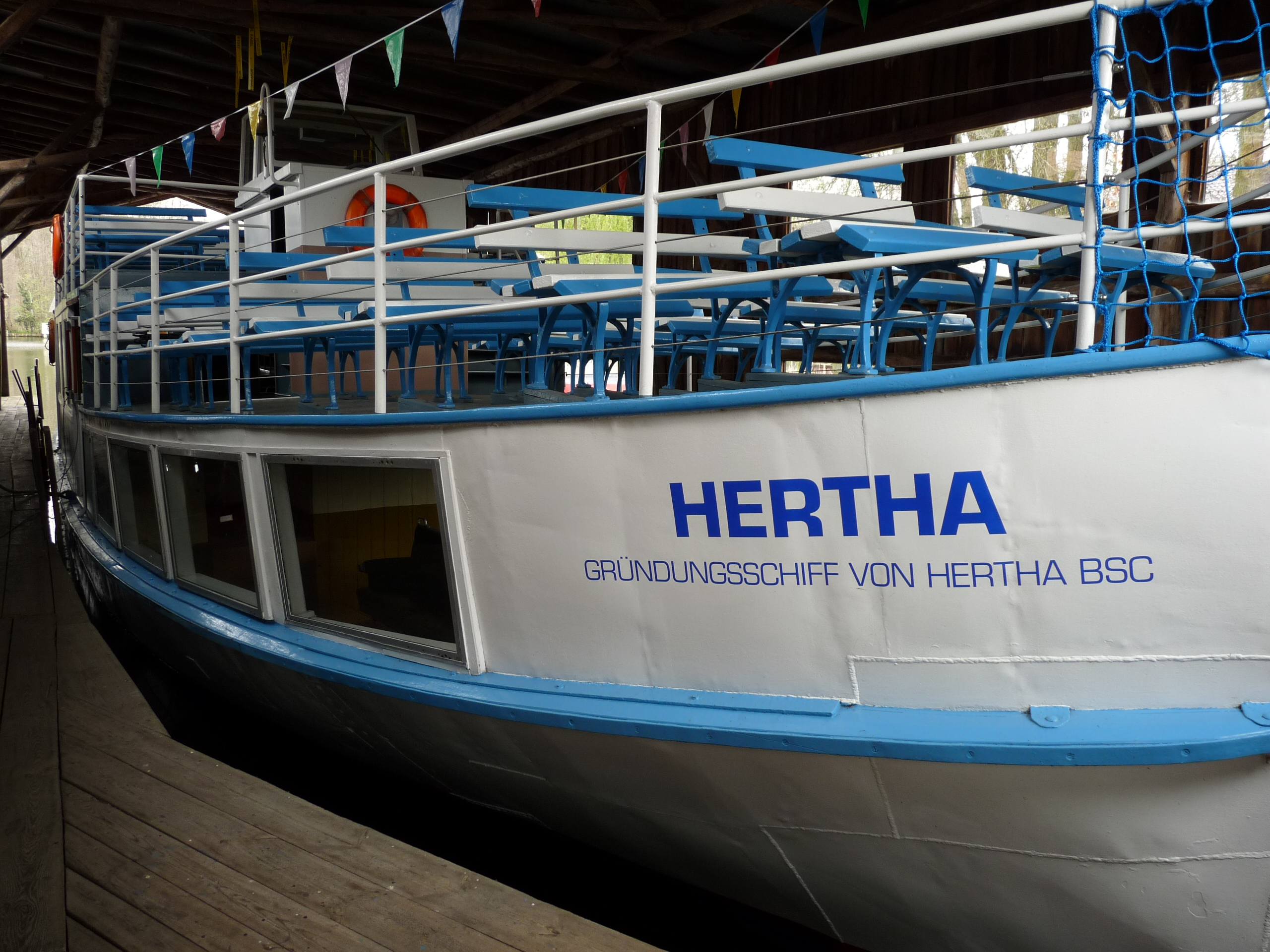
Reconstrucción del barco de vapor Hertha que dio origen al club.

El Hertha de Berlín fue fundado el 25 de julio de 1892 como Berliner Fußball Club Hertha 1892 por los hermanos Fritz y Max Linder, junto con sus socios Otto y Willi Lorenz. El equipo tomó su nombre de un barco de vapor en el que uno de los fundadores había hecho una excursión con su padre; la embarcación se llamaba Hertha, un nombre de pila femenino muy popular en esa época. El 28 de enero de 1900 fue uno de los clubes fundadores de la Federación Alemana de Fútbol.
Inscrito en distintas competiciones de Berlín y Brandeburgo desde la década de 1900, en su origen fue un club deportivo frecuentado por gente de clase trabajadora. Con el tiempo se convirtió en el principal equipo berlinés, a través de la absorción del Berliner Sport-Club en 1923. Tras esta operación, el nuevo Hertha BSC vivió una de sus mejores épocas deportivas con la conquista de dos campeonatos de Alemania (1930 y 1931) y ocho ligas de Berlín-Brandeburgo entre 1925 y 1933. El primer campeonato alemán llegó después de que el club hubiese perdido cuatro finales consecutivas, por lo que siempre ha tenido reputación de equipo sufridor.
Durante la Alemania nazi el régimen expulsó a la junta directiva anterior y nombró como presidente a Hans Pfeifer, miembro del NSDAP. El Hertha pasó a jugar en la Gauliga Berlín-Brandeburgo, en la que obtendría tres títulos (1935, 1937 y 1944) y cuatro subcampeonatos, pero ningún campeonato nacional. Además, miembros del equipo como el médico judío Hermann Horwitz fueron deportados a campos de concentración.
Después de la Segunda Guerra Mundial, las autoridades aliadas habían suspendido los clubes deportivos existentes y las nuevas entidades de Berlín representaban solamente a distritos. El Hertha tuvo que refundarse como SG Gesundbrunnen en Berlín Oeste y no pudo recuperar el nombre original hasta el 1 de agosto de 1949. Además los equipos de Berlín Este terminaron marchándose a la liga de Alemania Oriental, mientras la otra parte de la ciudad se quedó en la menos competitiva Oberliga de Berlín. En todo ese tiempo la entidad blanquiazul mantuvo su apoyo social, hasta que la construcción del muro de Berlín impidió que los hinchas del este pudieran desplazarse al estadio de Gesundbrunnen.

### Bundesliga

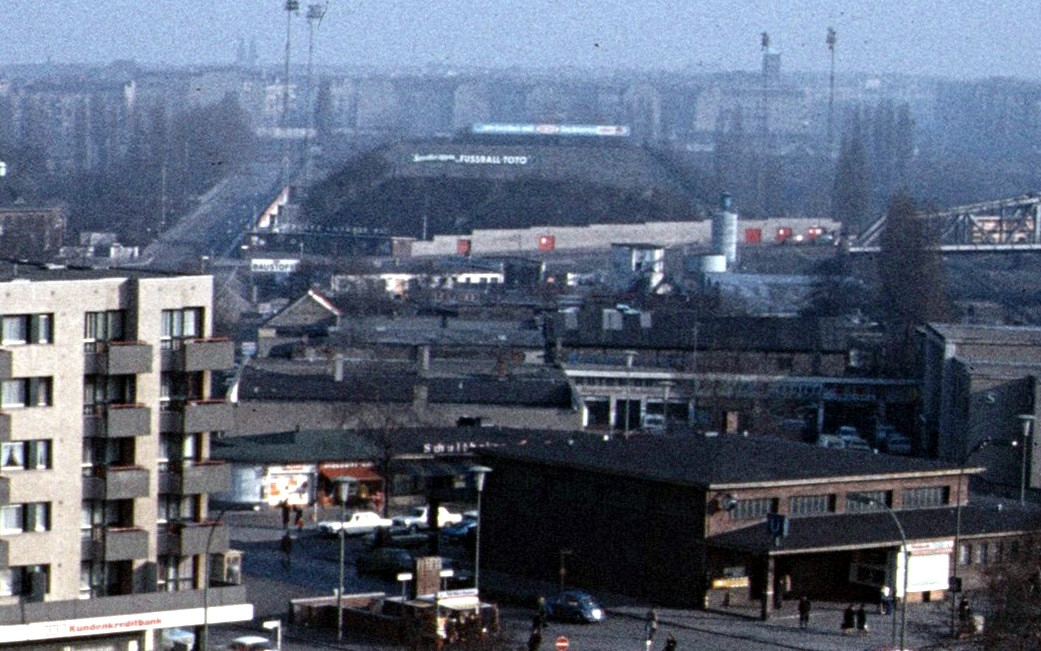
El Hertha tuvo un estadio en Gesundbrunnen entre 1924 y 1974.

La Bundesliga alemana se puso en marcha la temporada 1963-64, y en su primer año contó con 16 equipos procedentes de las Oberligas estatales. El Hertha BSC se había clasificado a la máxima categoría federal como campeón local, y a partir de ese año estableció su sede en el Estadio Olímpico. Los blanquiazules quedaron antepenúltimos en el debut, pero en 1965 fueron descendidos administrativamente por un caso de corrupción: como Berlín Oeste estaba rodeada por la RDA y no había libertad de movimiento, algo que disuadía a muchos futbolistas, la directiva pagaba sobresueldos por encima del límite legal. La entidad no regresó a la Bundesliga hasta la temporada 1968-69.
Los resultados del Hertha BSC mejoraron en la década de 1970: terminó la temporada 1974-75 en segunda posición, fue finalista en dos ediciones de la Copa de Alemania (1977 y 1979) y llegó hasta semifinales de la Copa de la UEFA 1978-79 para caer eliminado por el Estrella Roja de Belgrado. La buena situación deportiva contrastaba con sus problemas a nivel administrativo: en 1971 fue multado por su implicación en un intento de amaño, y las deudas contraídas le obligaron a vender su estadio para evitar la bancarrota.
El equipo descendió a Segunda División en 1980 y durante dos décadas atravesó una mala racha de resultados, con la excepción de dos fugaces presencias en la máxima categoría (1982-83 y 1990-91). Entre 1986 y 1988 llegó incluso a militar en la categoría regional. Más allá de esas dificultades, el final del muro de Berlín propició el regreso de los aficionados de Berlín Este; el amistoso frente al F. C. Union Berlín de la RDA, celebrado en enero de 1990, congregó a más de 50 000 aficionados.
En los años 90 el Hertha centró esfuerzos en desarrollar las categorías inferiores, e incluso su filial llegó a disputar la final de la Copa de Alemania de 1993, cayendo derrotado por el Bayer 04 Leverkusen. Hubo también una profesionalización en la gestión directiva de la entidad. Y después de permanecer seis años en la categoría de plata, los blanquiazules consiguieron regresar a la élite con un tercer puesto en la temporada 1996-97. Su partido de promoción ante el Kaiserslautern congregó a 75 000 aficionados, el mayor aforo hasta la fecha en un partido de Segunda División.
El trabajo a largo plazo dio sus frutos con un tercer puesto en la temporada 1998-99, dos copas de la Liga en 2001 y 2002, y buenas actuaciones en términos generales a lo largo de la década del 2000. El equipo de aquella época contó con figuras como Michael Preetz, Sebastian Deisler, Josip Šimunić y Marcelinho Paraíba, y llegó incluso a disputar la fase de grupos de la Liga de Campeones 1999-00 entre otras competiciones europeas. Durante la Bundesliga 2008-09 el Hertha lideró la clasificación durante varias jornadas, pero terminó sucumbiendo en la recta final hasta caer al cuarto puesto; el título fue obtenido por el VfL Wolfsburgo.

### Situación actual
A pesar del buen trabajo desarrollado en años anteriores, el Hertha BSC volvió a descender en la temporada 2009-10 como colista, habiéndose desprendido de sus mejores figuras. Después de cuatro temporadas como equipo ascensor, en los que obtuvo dos campeonatos de Segunda División (2011 y 2013), la entidad ha tratado de consolidarse en la máxima categoría con una renovación a nivel deportivo e institucional. El equipo ha estado entrenado desde 2015 hasta 2019 por el húngaro Pál Dárdai, exjugador en la década anterior. Durante la era de Dárdai, el Hertha mantuvo su permanencia en la élite del fútbol alemán hasta la temporada 2022-2023, luego de que en una mala temporada, empate 1 a 1 en un partido contra el Bochum, consumando su descenso a la Segunda división de Alemania, luego de varias temporadas rozando el descenso (ya había jugado la promoción en la temporada 2021-2022 contra Hamburgo, cayendo derrotado 1 a 0 en la ida, pero ganando 2 a 0 en la vuelta, revirtiendo el resultado global)

## Uniforme
Tal y como sucedió con la elección del nombre Hertha, los fundadores tomaron los colores de un barco de vapor que inspiró al equipo: blanco con azul.

## Instalaciones

### Estadio

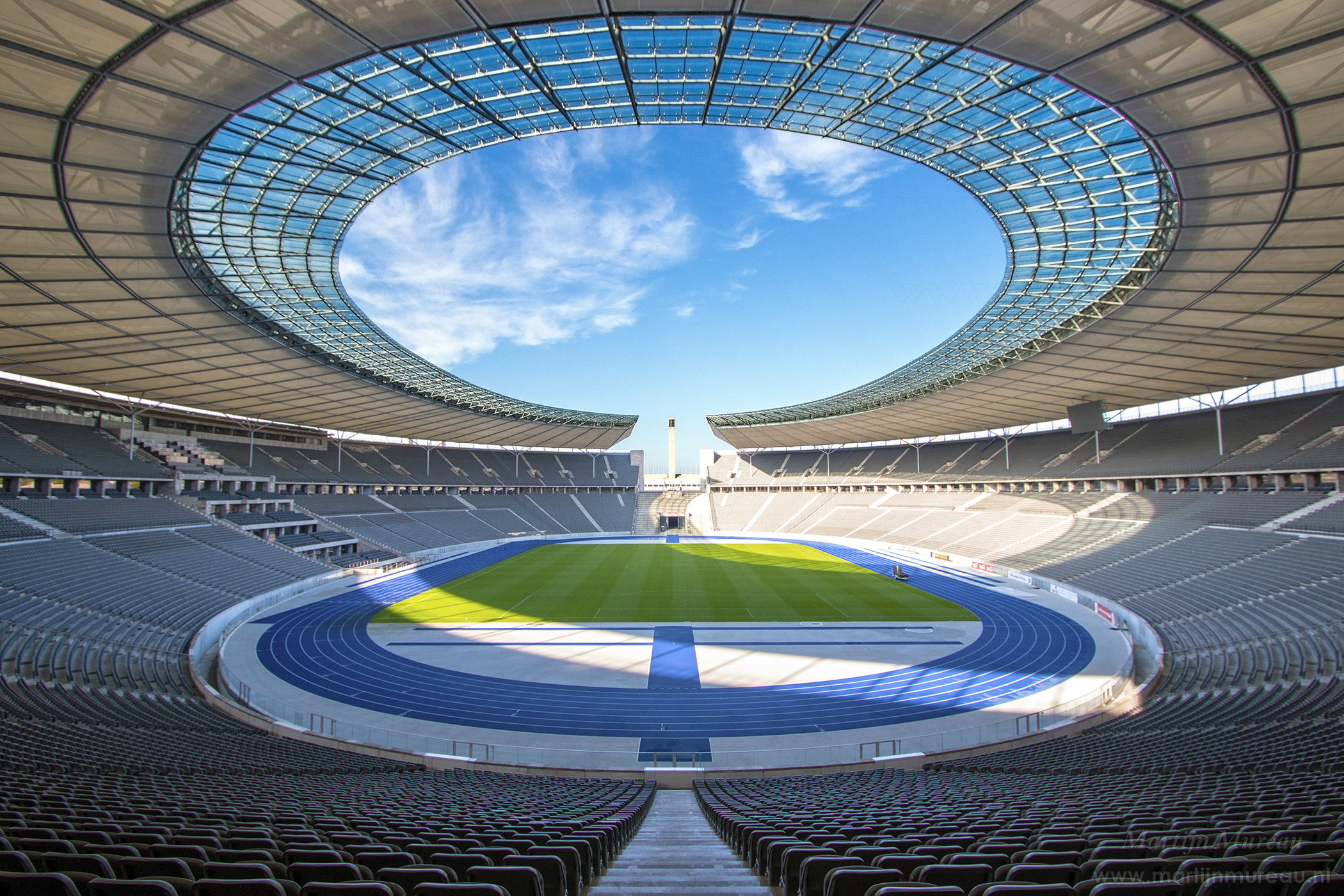
Interior del Estadio Olímpico de Berlín.

El Hertha disputa sus partidos en arrendamiento en el Olympiastadion. Con un aforo de 74 475 espectadores, es el segundo mayor estadio de Alemania por detrás del Signal Iduna Park del Borussia Dortmund.
La instalación tiene gran importancia para el deporte alemán: ha sido sede de los Juegos Olímpicos de Berlín 1936, de dos Copas Mundiales de fútbol (1974 y 2006) y de la Copa Mundial Femenina de 2011. El gobierno de Berlín es propietario del campo y permite jugar allí al Hertha bajo un acuerdo de alquiler, siendo el único club de la Bundesliga que no posee un estadio propio.
Los blanquiazules juegan en este recinto desde su debut en la Bundesliga en 1963. Antes de marcharse allí, tenían un estadio en Gesundbrunnen conocido popularmente como Plumpe, en el distrito de Berlín-Mitte, que vivió los títulos más importantes en la década de 1930 y que luego quedó en desuso con la llegada del fútbol profesional. En 1974 la directiva tuvo que vender los terrenos para evitar la bancarrota, y desde entonces el equipo ha alquilado otras instalaciones. Además del Olympiastadion, también ha utilizado puntualmente el Poststadion (1986-1989) y el Friedrich-Ludwig-Jahn.
Aunque el Hertha tiene una fuerte masa social y el Olympiastadion congrega una media de 49 000 espectadores por partido, el campo es tan grande que rara vez logran llenarlo; su media del 66 % es la más baja de la Bundesliga. Por esta razón el equipo ha anunciado que planea construir un estadio propio, con un aforo previsto de 55 000 espectadores.

## Jugadores
Algunos futbolistas internacionales que han pasado por el Hertha BSC y aportaron a la selección alemana de fútbol, tales como Hans Weiner, Norbert Nigbur, Karl-Heinz Granitza, Wolfgang Sidka, Mario Basler, Sebastian Deisler, Patrick Ebert, Jérôme Boateng, y Arne Friedrich entre otros.
Con motivo del 111.º aniversario de la entidad, se hizo una encuesta entre los aficionados para confeccionar el once ideal del Hertha BSC en el siglo XX. Los elegidos fueron los siguientes: Gábor Király en portería; Arne Friedrich, Ludwig Müller, Uwe Kliemann y Eyjólfur Sverrisson en defensa; Kjetil Rekdal, Hanne Sobek, Erich Beer y Marcelinho Paraíba en el mediocampo; y Axel Kruse y Michael Preetz en ataque.

## Categorías inferiores
El filial es el Hertha Berlín II, fundado a finales de los años 1960 y en competición oficial desde 1975. Actualmente milita en la Regionalliga Nordost, cuarta categoría del sistema de ligas alemán, con una plantilla de jugadores sub-23. El mayor logro de su historia tuvo lugar en la temporada 1992-93, cuando llegó a la final de la Copa de Alemania que finalmente perdió ante el Bayer Leverkusen; un hecho irrepetible porque la participación de varios equipos del mismo club en la copa está prohibida desde 2008. Fue el segundo club europeo en lograr la hazaña tras el Real Madrid Castilla Club de Fútbol, quien lo logró en la temporada 1979-80.
Por debajo se encuentran las categorías inferiores y el fútbol base, englobado en la Academia de Fútbol del Hertha BSC. Hay diez categorías por tramos de edad, desde prebenjamín (sub-9) hasta juvenil (sub-19).

## Rivalidades
El club mantiene una rivalidad a nivel local con el F. C. Unión Berlín, con el que disputa el llamado Clásico de Berlín. Antes de que se produjera la reunificación alemana, el Hertha jugaba en la Bundesliga mientras que el Unión estaba integrado en el sistema de ligas de Alemania Oriental. Aunque los seguidores de ambos clubes mantuvieron una relación cordial hasta entonces, la rivalidad se ha intensificado a partir de la década de 1990 y se han producido incidentes entre ambas aficiones.

## Datos del club
- Mejor puesto en la liga: 2.º (1 vez).
- Peor puesto en la liga: 17.º (Regionalliga, 1 vez).
- Mayor victoria: SC Tegel 1:10 Hertha BSC (Oberliga Berlín 1962-63).[27]
- Mayor derrota:
  - Kaiserslautern 14:1 Hertha BSC (Campeonato de Alemania 1957).[28]
    - Hertha BSC 0:6 Bayern de Múnich (Bundesliga 2011-12).[29]
- Jugador con más partidos disputados: Pál Dárdai (366 partidos oficiales).
- Jugador con más goles: Michael Preetz (108 goles en competiciones oficiales).[30]

## Palmarés

### Torneos nacionales (4)
| Competición                       | Títulos                   | Subcampeonatos         |
| --------------------------------- | ------------------------- | ---------------------- |
| Campeonato Alemán de fútbol (2/4) | 1930, 1931                | 1926, 1927, 1928, 1929 |
| Copa de la Liga de Alemania (2)   | 2001, 2002                | -                      |
| Copa de Alemania (0/3)            |                           | 1977,1979,1993         |
| 2. Bundesliga (3)                 | 1989-90, 2010-11, 2012-13 | -                      |

### Torneos regionales
| Competición                      | Títulos                                                                | Subcampeonatos         |
| -------------------------------- | ---------------------------------------------------------------------- | ---------------------- |
| Oberliga Berlín-Brandeburgo (12) | 1906, 1915, 1917, 1918, 1925, 1926, 1927, 1928, 1929, 1930, 1931, 1933 | 1914, 1916             |
| Gauliga Berlín-Brandeburgo (3)   | 1935, 1937, 1944                                                       | 1934, 1938, 1939, 1941 |
| Oberliga de Berlín (3)           | 1956–57, 1960–61, 1962–63                                              | 1959-60, 1961-62       |
| Regionalliga Berlin II (3)       | 1966, 1967, 1968                                                       |                        |
| Amateur-Oberliga Berlin III (3)  | 1949, 1987, 1988                                                       | 1954                   |
| Copa de Berlín (10)              | 1920, 1924, 1928, 1929, 1943, 1958, 1959, 1966, 1967, 1987             |                        |

## Entrenadores
Entrenadores del Hertha Berlín desde 1950.
- Helmut Schön (1 de julio de 1950 – 31 de diciembre de 1950)
- Josef Schneider (1 de enero de 1951 – 30 de junio de 1953)
- Paul Gehlhaar (1 de julio de 1953 – 30 de junio de 1956)
- Helmuth Krüger (1 de julio de 1956 – 30 de junio de 1957)
- Heinz Carolin (1 de julio de 1957 – 19 de noviembre de 1957)
- Gerhard Graf (20 de noviembre de 1957 – 30 de junio de 1960)
- Hanne Sobek (1 de julio de 1960 – 30 de junio de 1963)
- Jupp Schneider (1 de julio de 1963 – 9 de marzo de 1965)
- Gerhard Schulte (9 de marzo de 1965 – 30 de junio de 1966)
- Helmut Kronsbein (1 de julio de 1966 – 13 de marzo de 1974)
- Hans Gustav Eder (17 de marzo de 1974 – 30 de junio de 1974)
- Dettmar Cramer (1 de julio de 1974 – 9 de julio de 1974)
- Georg Kessler (17 de julio de 1974 – 30 de junio de 1977)
- Kuno Klötzer (1 de julio de 1977 – 27 de octubre de 1979)
- Hans Gustav Eder (28 de octubre de 1979 – 26 de diciembre de 1979)
- Helmut Kronsbein (27 de diciembre de 1979 – 30 de junio de 1980)
- Uwe Klimaschefski (1 de julio de 1980 – 8 de diciembre de 1981)
- Georg Gawliczek (9 de diciembre de 1981 – 10 de diciembre de 1983)
- Martin Luppen (11 de diciembre de 1983 – 25 de mayo de 1984)
- Hans Gustav Eder (26 de mayo de 1984 – 30 de junio de 1984)
- Uwe Kliemann (1 de julio de 1984 – 11 de noviembre de 1985)
- Hans Gustav Eder (11 de noviembre de 1985 – 31 de diciembre de 1985)
- Rudi Gutendorf (1 de enero de 1986 – 18 de abril de 1986)
- Jürgen Sundermann (19 de abril de 1986 – 8 de octubre de 1988)
- Werner Fuchs (13 de octubre de 1988 – 13 de noviembre de 1990)
- Pál Csernai (13 de noviembre de 1990 – 12 de marzo de 1991)
- Peter Neururer (13 de marzo de 1991 – 28 de mayo de 1991)
- Karsten Heine (28 de mayo de 1991 – 30 de junio de 1991)
- Bernd Stange (1 de julio de 1991 – 20 de agosto de 1992)
- Günter Sebert (21 de agosto de 1992 – 20 de octubre de 1993)
- Uwe Reinders (24 de octubre de 1993 – 23 de marzo de 1994)
- Karsten Heine (23 de marzo de 1994 – 31 de diciembre de 1995)
- Jürgen Röber (1 de enero de 1996 – 6 de febrero de 2002)
- Falko Götz (6 de febrero de 2002 – 30 de junio de 2002)
- Huub Stevens (1 de julio de 2002 – 4 de diciembre de 2003)
- Andreas Thom (4 de diciembre de 2003 – 17 de diciembre de 2003)
- Hans Meyer (1 de enero de 2004 – 30 de junio de 2004)
- Falko Götz (1 de julio de 2004 – 10 de abril de 2007)
- Karsten Heine (10 de abril de 2007 – 30 de junio de 2007
- Lucien Favre (1 de julio de 2007 – 28 de septiembre de 2009)
- Friedhelm Funkel (3 de octubre de 2009 – 30 de junio de 2010)
- Markus Babbel (1 de julio de 2010 – 18 de diciembre de 2011)
- Michael Skibbe (22 de diciembre de 2011 – 12 de febrero de 2012)
- Otto Rehhagel (19 de febrero de 2012 – 30 de junio de 2012)
- Jos Luhukay (1 de julio de 2012 – 5 de febrero de 2015)
- Pál Dárdai (5 de febrero de 2015 – 30 de junio de 2019)
- Ante Čović (1 de julio de 2019 – 27 de noviembre de 2019)
- Jürgen Klinsmann 27 de noviembre de 2019 – 11 de febrero de 2020)
- Alexander Nouri 12 de febrero de 2020 – 8 de abril de 2020)
- Bruno Labbadia (9 de abril de 2020 – 24 de enero de 2021)
- Pál Dárdai (25 de enero de 2021 – 29 de noviembre de 2021)
- Tayfun Korkut (29 de noviembre de 2021 – 13 de marzo de 2022)
- Felix Magath (13 de marzo de 2022 – 23 de mayo de 2022)
- Sandro Schwarz (19 de junio de 2022 – 16 de abril de 2023)
- Pál Dárdai (16 de abril de 2023 – 30 de junio de 2024)
- Cristian Fiél (1 de julio de 2024 –)

## Literatura
- Michael Jahn: Das Hertha-Lexikon. Die Werkstatt, Göttingen 2001, ISBN 3-89533-315-8.
- Michael Jahn: Nur nach Hause geh'n wir nicht. Verlag Die Werkstatt, Göttingen 2006, ISBN 3-89533-535-5.
- Harald Tragmann, Harald Voß: Der B.F.C Hertha 1892 - Die Hertha-Chronik Band 1. Harald Voß, Berlín 2006, ISBN 3-935759-12-6.
- Oliver Ohrmann: Das Fotoalbum des Willy Haberstroh. Sutton-Verlag, Erfurt 2006, ISBN 3-89702-961-8.
- Oliver Ohrmann: Hanne Sobek - Der größte Held von Hertha BSC. Sutton-Verlag, Erfurt 2007, ISBN 978-3-86680-146-2.
- Harald Tragmann, Harald Voß: Das Hertha Kompendium. Harald Voß, Berlín 2009, ISBN 978-3-935759-18-2.
- Harald Tragmann, Harald Voß: Hertha kompakt. Harald Voß, Berlín 2009, ISBN 978-3-935759-19-9.
- Daniel Koerfer: Hertha unter dem Hakenkreuz - ein Berliner Fußballclub im Dritten Reich. Verlag Die Werkstatt, Göttingen 2009, ISBN 978-3-89533-644-7.
- Lutz Rosenzweig: 75 Jahre Hertha BSC. Verlag Buexenstein, Göttingen 1967.